# Jorge Velásquez
Jorge Velásquez Ruíz (Castro, 1972) es un contador, escritor y poeta chileno vinculado al movimiento cultural Aumen de Chiloé y Arión de Osorno.
Algunos de sus textos son referidos como trabajos que plasman la cultura tradicional del Chiloé actual donde se observan «imágenes poética[s] que aluden a la invasión destructiva de un espacio primigenio, prístino, imaginado como la utopía histórica que debió ser pero que ya no será». Junto a Nelson Torres y Víctor Hugo Cárdenas, es considerado como un poeta que «(...) interconecta los signos de la poesía con los signos de la cultura, la sociedad y la historia local, signos estos últimos que funcionan como la condición de posibilidad de la escritura poética».
Ha recibido varios reconocimientos, entre ellos el Premio del Consejo Nacional de la Cultura y las Artes 2010 en el género poesía por Guaitecas.

## Obras
- Guaitecas (Valdivia: Ediciones Kultrún, 2009).
- La iluminada circunferencia (Valdivia: Ediciones Kultrún, 2013).

Antologías
- Antología diez años de talleres literarios Región de Los Lagos 1979-1988.
- Quince poetas desde el agua-lluvia (1993).
- Desde Los Lagos, antología de poesía joven (1993).
- Poesía Chilena para el siglo XXI (1996)
- Poetas Chilenos Jóvenes (1998)
- Línea gruesa. Reunión de súrdicos poetas jóvenes chilenos (2000).

Como editor
- Zonas de emergencia. Poesía – Crítica (Valdivia: Paginadura Ediciones, 1994), en coautoría con Bernardo Colipán.